# Xochipitzahua
El Xochipitzahua, Xochipitzahuatl o Xochipitzáhuac (del náhuatl xochi, «flor» y pitsahua, «delgada» o «chiquita») es una canción y una danza ritual, originalmente en lengua náhuatl, que se interpreta en las ceremonias tradicionales de matrimonio de varias regiones de México, en específico de la región central, como en los estados de Puebla, Ciudad de México, Morelos, Hidalgo y Veracruz. Sin embargo, otros estudios han señalado que la influencia de esta tradición alcanza regiones otomíes de la huasteca de Hidalgo y nahuas de San Luis Potosí.

## Historia
El antropólogo Vicente T. Mendoza señala que el Xochipitzahua es un canto propio de la tradición nahua, pero ha tenido diversas modificaciones y mestizajes, tanto en la letra, que contiene vocablos nahuas y españoles, como en la música, que también tiene reminiscencias europeas.

Bien es verdad que ha perdido su pureza al aceptar palabras en español que en muchos casos la desfiguran, mas hay que tener en cuenta que las principales versiones literarias que conocemos, que son las de Tlaxcala y Santa María Nenetzintla, deben haber sufrido la influencia española desde los mismos días de la conquista.
Vicente T. Mendoza

Durante la época virreinal de la Nueva España, el náhuatl tuvo un papel primordial como medio de comunicación entre gran parte de los grupos indígenas. Los conquistadores recurrieron a esta lengua para hacer los registros y documentos, como los realizados por fray Bernardino de Sahagún. Por otro lado, las órdenes religiosas predominantes de la Nueva España, los franciscanos, agustinos y dominicos, que enfrentaron al principio el predominio de la cosmovisión mesoamericana, usaron la danza y la música como medios para evangelizar. Gracias a esto, los grupos indígenas también lograron conservar elementos de su antigua cultura y tradición.
De hecho, en la visión indígena del siglo XVI, la 'flor y el canto' son temas recurrentes, pues "consideraban que el habla, el canto y la música eran flores y, por lo tanto, todo canto era el hablar florido." Esta idea, junto con la utilización de instrumentos europeos, sobre todo los de cuerda, generó un sincretismo cultural que, a su vez, dio origen a nuevas danzas y tradiciones musicales que se irían incorporando a la identidad nacional. El Xochipitzahua entra aquí, pues es un género indígena que incorpora diferentes versos según la ocasión.

Al depender su reproducción de la agricultura, revitalizaron su cosmovisión, lo cual se entrevé en el sentido artístico de los pueblos indígenas, expresado con una honda carga simbólica en los rituales, donde la xochipitzahua es un son que marca las transiciones sociales, las de la naturaleza y las del ciclo agrícola (vida/muerte, soltero/casado, sequía/lluvia, siembra/cosecha).
María Eugenia Jurado

Xochiquétzal y Xochipilli, deidades mexicas, estaban relacionados con las flores y con las manifestaciones artísticas, sobre todo la música y la danza. Por eso las crónicas novohispanas hacen especial alusión a los rituales que están asociados a los ciclos naturales, en los que las flores tienen una función preponderante en las ofrendas y los ritos.
Los cantos prehispánicos que han sido conservados, como el Xochipitzahua, son importantes para conocer las raíces históricas, pues fungía como parte de las peregrinaciones de los aztecas. Sin embargo, el texto original se ha perdido y la música se ha ido transformando, aunque aún conserva su forma rítmica esencial.

## Etimología y significado
La palabra Xochipitzahua proviene de la conjunción de dos vocablos del náhuatl, xochitl que significa 'flor'; y pitsahua, que significa 'delgada'; es decir 'flor delgada', 'flor menudita' o 'flor chiquita'. En las culturas mesoamericanas, la flor (xóchitl) es uno de los símbolos más importantes, pues está presente en las imágenes que representan la totalidad del mundo; ya sea en los códices, el calendario, las genealogías, los rituales y ceremonias, como las bodas. Asimismo, la flor se asocia al canto, la palabra, la danza, la música y a todo el arte; pero también al corazón y, por eso, se ofrendaba a los dioses.
En algunas regiones es un son a manera de ritual para hacer alabanza a la Virgen María, y se escucha en ceremonias, procesiones y bodas.
En las comunidades nahuas y totonacas, bailar el Xochipitzahua tiene un significado social, pues refuerza los lazos, se consolidan las relaciones familiares y de compadraje, las cuales pueden reforzar a la comunidad. Asimismo, esta danza le da significado a los "atributos estructurales más relevantes de esta institución... la prohibición del incesto y las implicaciones de parentesco ritual".
La danza Xochipitzahua o Pakilistli puede hacer alusión al matrimonio de los volcanes Popocatépetl e Iztaccíhuatl. En Nealtican, usan elementos como ramilletes, paraguas, coronas, que portan los novios y padrinos en las bodas, como una "evocación a las deidades que guardan los tesoros de los volcanes".

## Usos y costumbres
Cuando se habla del Xochipitzahua, se hace alusión al canto, la música y la danza, las cuales se interpretan en distintos ritos tradicionales, especialmente en las bodas; sin embargo, María Eugenia Jurado señala que también está presente en otros contextos, como en las plegarias para pedir lluvias, salud y cosecha; también se utiliza en las ofrendas para velar santos patrones y como homenaje a la Virgen María. Asimismo, para purificar a los muertos y en segmentos de danzas, como la de los tejamanileros o la de Moctezuma. Es por esto que se puede interpretar con diversos instrumentos como la jarana, el violín, vientos, sonajas, arpas, voz e, incluso, se han hecho adaptaciones para banda que la interpretan al ritmo de la cumbia.
En las bodas, el Xochipitzahua suele cantarse, pero en el Xantolo (día de muertos), se interpreta sin canto para agradecer los dones y para purificar a los hombres. Se puede interpretar también en rituales funébres para despedir a los niños, y en los funerales de los danzantes y músicos, pues "dedicaron su vida a ofrendar música y danzas a los dioses". En estas ocasiones tampoco se interpreta con letra.
En la comunidad de Emilio Carranza, del municipio Zautla, en Puebla, suele tocarse el Xochipitzahua en la celebración de bodas y bautizos. Los migrantes de Coyula, Atlixco, que trabajan en Los Hamptons, Nueva York, usan la danza Xochipitzahua, junto a canciones de su comunidad original, para celebrar a la Virgen de Guadalupe.
Mendoza señala que varias versiones del Xochipitzahua han sobrevivido, todas con variaciones. En 1942, registró dos, una que proviene de Santa María Nenetzintla, cerca de Tepeaca, Puebla; y otra de 1875 de Tlaxcala. Sobre la primera, señala que el primero es el más completo, tanto musical como literalmente; consta de cuatro elementos (el primero y cuarto en náhuatl y el segundo y tercero en español). Un fragmento de la transcripción de la música, que corresponde al texto "Xochipitzahua del alma mía, xochimoyo del alma mía", es la siguiente:
No se admite la reproducción de audio en este navegador. Se puede descargar el archivo de audio.
En Hidalgo, los huapangueros realizan una interpretación del Xochipitzahua al inicio de sus presentaciones, "como una especie de conjunto" o prueba de que al  interpretarla, no se equivocarán y harán un buen papel.

## Interpretaciones y grabaciones
En 2005, el Instituto Nacional de Antropología e Historia publicó un disco compacto con veinte versiones del Xochipitzahua, las cuales fueron grabados en diferentes épocas, versiones instrumentales y regiones de México.
En el disco El Nuevo Mundo: Folías criollas (2010), de Jordi Savall con Tembembe Ensamble Continuo y otros intérpretes, suena el Xochipitzahuatl junto con otra pieza en náhuatl, el Xicochi conetzintle de Gaspar Fernández, en la pista 16. El son está interpretado como la versión de la huasteca, con las siguientes letras: "Tiata compañero / Ti paxalo te María / Timiyehualotzin pa Tonantzin / Santa María Guadalupe".
En su disco Pecados y milagros (2011), Lila Downs interpreta el Xochipitzahua en la pista 9.